# Charles Mitchell (musicien)
Pour les articles homonymes, voir Charles Mitchell (armateur), Charles Mitchell (gouverneur) et Mitchell.
 (novembre 2013).
Si vous disposez d'ouvrages ou d'articles de référence ou si vous connaissez des sites web de qualité traitant du thème abordé ici, merci de compléter l'article en donnant les références utiles à sa vérifiabilité et en les liant à la section « Notes et références ».
Uless Charles Mitchell (1er avril 1904 – 27 décembre 1972) est un musicien et auteur-compositeur américain, surtout connu en tant que collaborateur de Jimmie Davis. Ils sont tous deux crédités comme auteurs de la chanson You Are My Sunshine, dont ils ont acheté les droits à Paul Rice en 1940. Sur l'enregistrement de Jimmie Davis, Mitchell joue de la steel guitar.
You Are My Sunshine est reprise par Gene Autry, Bing Crosby, Ray Charles, Ike and Tina Turner, Mississippi John Hurt, Johnny Cash, Aretha Franklin et bien d'autres. Elle figure également dans le film O'Brother avec George Clooney. En 1977, elle est déclarée « chanson officielle de l'État de Louisiane ».
Charles Mitchell travaille également comme registraire des électeurs dans la paroisse de Caddo, en Louisiane.